# Bomba d'engranatges

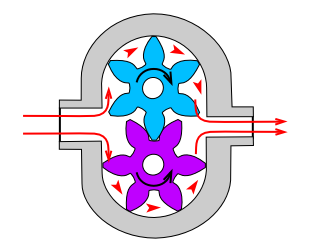
Recorregut del fluid dins una bomba d'engranatges.

Vista de parts d'una bomba d'engranatges.

Una bomba d'engranatges és un tipus de bomba de desplaçament positiu rotativa, que disposa d'un o més engranatges per tal de moure un líquid. El funcionament es basa en l'admissió d'un líquid entre el cos i els dents dels engranatges, que el transporten forçadament des de l'entrada de succió de la bomba fins a la sortida a pressió.

## Operació
El cas més general és el d'una bomba amb dos rodes d'engranatges formant dos eixos. Per un dels eixos s'aplica un parell, de manera que l'engranatge acoblat amb aquest eix és l'engranatge conductor L'altre engranatge, mogut per la força aplicada pels dents del conductor és l'engranatge conduït. El moviment dels engranatges provoca el desplaçament del fluid pels espais que formen els dents i el cos de la bomba, això és, per la part exterior, ja que la part entre eixos és estanca.
El fluid no pot retornar aigües avall degut a l'estanquitat aconseguida gràcies a unes mínimes toleràncies entre dents i cos de la bomba.
El fluid tampoc pot retornar aigües avall per la part central, degut a l'estanquitat proporcionada per la zona de contacte entre els dos engranatges, que tracta de minimitzar el possible volum que donaria lloc al retorn del fluid entre l'eix conductor i l'eix conduït mitjançant els perfils d'evolvent típics dels engranatges.

## Instal·lació
La instal·lació de bombes d'engranatges sol incorporar una derivació aigües avall just després de la sortida de pressió pels casos en què la pressió de sortida no és capaç de moure el fluid. Això és degut a pèrdues de càrrega o bloqueig dels mecanismes situats aigües amunt.
Dotar el sistema d'una derivació permet mantenir la pressió a la sortida de la bomba i manté la bomba en funcionament de manera segura sense arribar a forçar el mecanisme. En el cas de bombes de desplaçament positiu és necessari disposar de vàlvules de seguretat per tal de protegir la bomba de possibles bloqueigs.

## Disposicions

Animació de bomba d'engranatges.
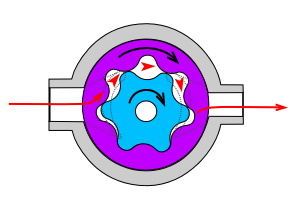
Bomba d'engranatge intern (Gerotor) dissenyada per a la distribució d'oli dins de motors de combustió interna alternatius.
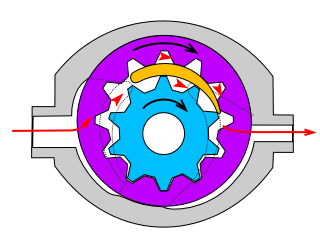
Bomba d'engranatge intern (Gerotor) dissenyada per a fluids d'alta viscositat.
Bomba d'engranatge intern (Gerotor)